# Джейкоб (Остаться в живых)
Джейкоб (англ. Jacob), изначально Якоб (лат. Iacob) — один из второстепенных героев приключенческого телесериала канала ABC «Остаться в живых». Эта таинственная личность была не раз упомянута, прежде чем появиться. Джейкоб был хранителем острова и фактически лидером Других. Он много лет искал себе замену, однако смог его найти только после смерти — в виде призрака. Джейкоб был убит Беном по поручению своего брата Человека в Чёрном, который в то время принял облик погибшего Джона Локка. Актёром, исполнившим роль Джейкоба, был Марк Пеллегрино, хотя в нескольких сериях, где он ещё ребёнок, его играл Кентон Дьюти.

## Биография персонажа
Джейкоба и его брата родила девушка по имени Клаудия, которая попала на остров после кораблекрушения. При родах ей помогала женщина, которая явно давно живёт на острове. Когда Клаудия родила, неизвестная женщина убила её и воспитала детей сама. Джейкоб и его безымянный брат, который впоследствии стал Человеком в Чёрном, жили обычной жизнью на острове со своей лже-мамой. Узнав, что на острове есть другие люди, они расспрашивали о них у мамы, пока она не отвела детей к источнику в пещере — к сердцу острова. Однажды брат Джейкоба увидел призрак своей настоящей матери, она сказала ему, что её убила их лже-мама. Брат ушёл к другим людям, а Джейкоб остался. Через много лет женщина захотела убить брата Джейкоба, потому что он вместе с другими людьми нашёл выход с острова, однако случилось наоборот — Человек в Чёрном убил её. Джейкоб, как новый хранитель острова, победил брата и скинул его в сердце острова, а тот, в свою очередь, стал дымовым монстром. Так началась их вражда.
Джейкоб некоторое время жил в хижине, которая, похоже, передвигается и видима не для всех, но с тех пор это было опровергнуто, и долгое время Джейкоб жил под четырёхпалой статуей богини Таурт (хотя предполагается, что когда-то он всё-таки жил в хижине). Несколько раз в хижине был замечен странный человек, однако то, что это Джейкоб, не подтвердилось. Когда на остров попадает Ричард Алперт, Человек в Чёрном пытается завербовать его в свои помощники, однако Ричард выбирает работу правой руки Джейкоба. По неизвестным причинам никто никогда не общался с Джейкобом (кроме Ричарда), хотя он был главным авторитетом для Других. Бен говорил, что говорил с Джейкобом, однако это оказалось неправдой.
Джейкоб не раз покидал остров для поисков кандидатов на своё место. Он пересекался почти со всеми главными героями сериала: с Сун и Джином, с юными Сойером и Кейт, Джеком, Локком, Саидом, Хёрли и Иланой, с которой у Джейкоба какая-то связь. Помимо них были и другие имена.
Вернувшись на остров, Джейкоб был убит своим братом, который принял облик погибшего Локка, и Беном. После он несколько раз являлся к Хёрли как призрак — в виде себя взрослого и ещё ребёнка. Его преемником в итоге стал Джек, а он в свою очередь отдал место Хёрли.